# Нью-Йорк, Нью-Йорк (гостиница и казино)
«Нью-Йорк, Нью-Йорк» (англ. New York-New York) — гостиница-казино, расположенная в квартале Лас-Вегас-Стрип (территория Парадайз, округ Кларк, штат Невада, США). Владелец комплекса — MGM Resorts International.

## Описание
Корпорация Tracinda купила этот участок земли под застройку в 1992 году за 31,5 миллионов долларов и передала подряд на строительство компании MGM Resorts International. Строительство началось в марте 1995 года и обошлось в 460—485 миллионов долларов.
Комплекс гостинично-игровых зданий на Лас-Вегас-Стрип под названием «Нью-Йорк, Нью-Йорк» был открыт для постояльцев и игроков 3 января 1997 года. Им предлагается 2024—2035 номеров и 7800 м² игровой площади, 10-этажный гараж; общая площадь застройки — около 7,28 га (18 акров). С 2003 года в стенах комплекса регулярно выступает Cirque du Soleil со своим специальным шоу Zumanity 18+. Название гостиницы-казино обусловлено тем, что по задумке архитекторов она представляет собой Нью-Йорк в миниатюре: на её территории присутствуют небоскрёбы, Статуя Свободы и даже Нью-Йоркская бухта.
Там же функционируют американские горки The Roller Coaster высотой до 62 метров и протяжённостью почти 1,5 км, развивающие скорость до 108 км/ч.
C помощью надземных пешеходных дорожек также быстро можно достичь схожие заведения: Экскалибур и Тропикана Лас-Вегас.
В 2010 году в США вышли марки с изображением Статуи Свободы. Их было отпечатано огромное количество, прежде чем внимательными филателистами были обнаружены небольшие, но явные отличия Статуи от её изображения на этой марке. Выяснилось, что художник рисовал её не с оригинала, а с фотографии копии, стоящей в «Нью-Йорк, Нью-Йорк». Несмотря на это, выпуск данных марок продолжился.

## Отсылки к Нью-Йорку
- Копии известных нью-йоркских зданий в миниатюре:
  - Эмпайр-стейт-билдинг (высота ок. 161 метра (49 этажей)[1], самое высокое здание в Лас-Вегасе с 1996 по 2005 год)
  - Крайслер-билдинг (высота ок. 152 метров)
  - Муниципальное здание Манхэттена
  - Сони-билдинг
  - Мэйн-Иммигрейшен-билдинг с острова Эллис
  - Музей американского искусства Уитни
  - Центральный вокзал
- Озеро, изображающее Нью-Йоркскую бухту, и Статуя Свободы высотой 46 метров.
- Бруклинский мост длиной ок. 100 м[9].
- Памятник солдатам и морякам[англ.]

Кроме того, основная игровая зона носит название «Центральный парк», а мини-квартал магазинов — Гринвич-Виллидж. В архитектуре комплекса не предусмотрены знаменитые «башни-близнецы» Всемирного торгового центра, так как авторы идеи, Сид Рогич, Марк Адвент и Гэри Примм, заявили, что изобразили «Нью-Йорк 1940-х», когда они ещё не были построены.